# 青羽若鰺
青羽若鰺（学名：Carangoides coeruleopinnatus），又名甘仔魚、青羽鰺，为輻鰭魚綱鱸形目鱸亞目鰺科若鰺屬下的一个种。

## 分類及命名
青羽若鰺首先由德國博物學家EduardRüppell在1830年根據從沙烏地阿拉伯紅海所採集的標本進行科學描述和命名，他將新物種命名為Caranx coeruleopinnatus，之後共5次被歸類到不同屬或名稱，目前被歸類在Carangoides屬。

## 分布
本種廣泛分布在印度洋及西太平洋熱帶及亞熱帶海域，從東非、南非、馬達加斯加北部到紅海和波斯灣，並沿著印度沿海向東延伸至ˋ西太平洋的中國、台灣、日本、泰國、印尼、澳大利亞北部至東加、薩摩亞和新喀里多尼亞。

## 特徵
本魚體呈卵形且側扁，背部比腹部更突起，口具絨毛狀齒，具2個背鰭，第1背鰭硬棘共9枚、第2背鰭軟條在幼魚時期成絲狀，共20-23枚，臀鰭硬棘3枚，臀鰭軟條16枚，體長可達41公分，側線明顯，在尾柄部具有16到20個盾形鱗片，體上半部為藍綠色，下半部為銀灰色，背鰭、臀鰭和尾鰭是暗淡的，尾部通常略帶黃色，而胸鰭淺黃色。幼魚有深色的垂直條紋，隨著年齡成長而逐漸消失。

## 生態及經濟利用
本魚主要棲息在深度1-60公尺的沙地及珊瑚礁交界處，較少出現在沿海海灣，通常成小群活動，屬肉食性，以甲殼類、魚類等為食，可做為食用魚，但不具有商業性。

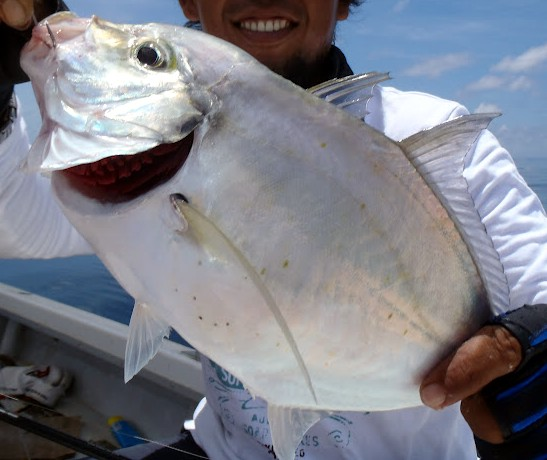
被垂釣者捕獲的青羽若鰺

## 扩展阅读
- 維基物種上的相關：青羽若鰺

1. ↑  Hosese, D.F.; Bray, D.J.; Paxton, J.R.; Alen, G.R. . Sydney: CSIRO. 2007: 1150. ISBN 978-0-643-09334-8.
2. ↑  Gunn, John S. . Records of the Australian Museum Supplement. 1990, 12: 1–78. doi:10.3853/j.0812-7387.12.1990.92.
3. ↑  McGrouther, M. . Find a Fish. Australian Museum Online. 2005  [2008-09-20]. （原始内容存档于2008-09-06）.
4. ↑  Baker, R.; Sheppard, R.  (PDF). Information Series: QI06062. Queensland Department of Primary Industries and Fisheries. 2006: 1–93  [2019-03-31]. ISSN 0727-6273. （原始内容 (PDF)存档于2019-08-28）.